# Seznam bosenských spisovatelů
Seznam bosenských spisovatelů obsahuje přehled některých významných spisovatelů, narozených nebo převážně publikujících v Bosně a Hercegovině.

## A
- Hazim Akmadžić (1954–2018), básník a prozaik
- Džemaludin Alić (* 1947), básník a romanopisec
- Bisera Alikadić (* 1939), prozaička a básnířka
- Nijaz Alispahić (* 1940), básník, prozaik a dramatik
- Ivo Andrić (1892–1975), prozaik a diplomat

## B
- Safvet-beg Bašagić (1870–1934), básník a historik
- Nura Bazdulj-Hubijar (* 1951), prozaička a lékařka
- Muharem Bazdulj (* 1977), prozaik, novinář a překladatel
- Midhat Begić (1911–1983), literární historik a kritik
- Ismet Bekrić (* 1943), básník
- Abdurezak Hifzi Bjelevac (1886–1972), prozaik, publicista a překladatel
- Slobodan Blagojević (* 1951), básník, prozaik, překladatel a dramatik
- Dubravko Brigić (1959–1998), básník a prozaik
- Amir Brka (* 1963), básník
- Amir Bukvić (* 1951), herec a dramatik

## Č
- Vladimir Čerkez (1923–1990), básník a prozaik
- Enver Čolaković (1913–1976), prozaik, básník a dramatik

## Ć
- Musa Ćazim Ćatić (1878–1915), básník a překladatel
- Branko Ćopić (1915–1984), prozaik a básník
- Svetozar Ćorović (1875–1919), prozaik
- Umihana Čuvidina (asi 1794– asi 1870), první bosenská básnířka

## D
- Hamdija Demirović (* 1953), básník a překladatel
- Matija Divković (1563–1631), františkánský mnich, teolog a tiskař
- Hamid Dizdar (1907–1967), básník a novinář
- Mak Dizdar (1917–1971), básník a novinář
- Zija Dizdarević (1916–1942), prozaik
- Jovan Dučić (1871–1943), básník a diplomat
- Enes Duraković (* 1947), literární historik a kritik, esejista
- Esad Duraković (* 1948), arabista, orientalista, překladatel a literární kritik
- Ferida Duraković (* 1957), básnířka

## Dž
- Dario Džamonja (1955–2001), novinář a povídkář
- Zuko Džumhur (1920–1989), cestopisec a karikaturista

## Đ
- Ivančica Đerić (* 1973), prozaička
- Osman Đikić (1879–1912), básník a novinář
- Gojko Đogo (* 1940), básník a politik
- Husein Đogo (1880–1961), pedagog, novinář a spisovatel

## E
- Šimo Ešić (* 1954), básník, prozaik a dramatik

## F
- Sead Fetahagić (1935–2010), prozaik, dramatik a divadelní kritik
- Predrag Finci (* 1946), filozof a esejista

## G
- Veselin Gatalo (* 1967), prozaik a novinář

## H
- Fadil Hadžić (1922–2011), filmový režisér, dramatik a prozaik
- Osman Nuri Hadžić (1869–1937), úředník a prozaik
- Hadžem Hajdarević (* 1956), básník
- Nihad Hasanović (* 1974), prozaik a dramatik
- Fadila Nura Haver (* 1956), prozaička a básnířka
- Aleksandar Hemon (* 1964), prozaik a novinář
- Irfan Horozović (* 1947), prozaik, dramatik a básník
- Ahmet Hromadžić (1923–2003), prozaik a novinář
- Hamza Humo (1895–1970), prozaik, básník a novinář

## I
- Nedžad Ibrišimović (1940–2011), prozaik, dramatik, básník a sochař
- Emir Imamović (* 1973), novinář a prozaik
- Almir Imširević (* 1971), dramatik
- Alija Isaković (1932–1997), prozaik a jazykovědec
- Željko Ivanković (* 1954), básník, prozaik a esejista

## J
- Ilija Jakovljević (1898–1948), prozaik, básník a novinář
- Dragoslav Janjić (1937–2012), dramatik a povídkář
- Miljenko Jergović (* 1966), prozaik a novinář
- Ivan Franjo Jukić (1818–1857), františkánský mnich, folklorista a novinář

## K
- Ibrahim Kajan (* 1944), prozaik, dramatik a básník
- Mehmed-beg Kapetanović Ljubušak (1839–1902), velkostatkář, úředník, novinář a sběratel lidové slovesnosti
- Riza-beg Kapetanović Ljubušak (1868–1931), velkostatkář a básník
- Hanifa Kapidžić-Osmanagić (* 1935), literární kritička a teoretička, překladatelka
- Momo Kapor (1937–2010), novinář, prozaik a malíř
- Dževad Karahasan (* 1953), prozaik, dramatik a pedagog
- Enes Karić (* 1958), teolog, překladatel, pedagog a spisovatel
- Hasan Kikić (1905–1942), povídkář a pedagog
- Čedo Kisić (1924–2013), novinář a publicista
- Enes Kišević (* 1947), básník
- Zilhad Ključanin (1960–2016), básník, prozaik a dramatik
- Petar Kočić (1877–1916), prozaik, novinář a politik
- Nikola Koljević (1936–1997), pedagog, literární vědec a politik
- Ivan Kordić (* 1945), básník a novinář
- Erih Koš (1913–2010), prozaik a překladatel
- Mirko Kovač (1938–2013), prozaik, dramatik a scenárista
- Silvije Strahimir Kranjčević (1865–1908), básník, pedagog a politik
- Jovan Kršić (1898–1941), literární historik a kritik, překladatel
- Asmir Kujović (* 1973), básník a prozaik
- Skender Kulenović (1910–1978), prozaik a dramatik
- Tvrtko Kulenović (* 1935), prozaik a pedagog
- Nermina Kurspahić (* 1956), básnířka, dramatička a prozaička

## L
- Ilija Ladin (1929–2001), básník
- Džemaludin Latić (* 1957), pedagog a básník
- Alma Lazarevska (* 1957), prozaička a novinářka
- Slavko Leovac (1929–2000), pedagog, literární historik a kritik
- Josip Lešić (1929–1993), teatrolog, divadelní a filmový režisér
- Zdenko Lešić (* 1934), literární kritik a teoretik, překladatel a prozaik
- Ivan Lovrenović (* 1943), prozaik, esejista a publicista
- Vitomir Lukić (1929–1991), prozaik a pedagog
- Zlatko Lukić (* 1953), prozaik

## Lj
- Adin Ljuca (* 1966), básník a knihovník

## M
- Admiral Mahić (1948–2015), básník
- Grgo Martić (1822–1905), františkánský mnich a folklorista
- Julijana Matanović (* 1959), pedagožka, literární kritička a historička, prozaička
- Predrag Matvejević (* 1932), pedagog a prozaik
- Semezdin Mehmedinović (* 1960), básník a novinář
- Kolja Mićević (* 1941), básník a překladatel
- Ivan Miličević (1868–1950), prozaik a novinář
- Velimir Milošević (1937–2004), básník
- Josip Mlakić (* 1964), prozaik
- Edhem Mulabdić (1862–1954), pedagog a prozaik
- Ahmed Muradbegović (1898–1972), dramatik, prozaik a básník
- Jasmina Musabegović (* 1941), prozaička a překladatelka
- Sadudin Musabegović (1939–2014), teoretik umění a pedagog
- Senadin Musabegović (* 1970), básník, prozaik a pedagog

## N
- Alija Nametak (1906–1987), povídkář a novinář

## O
- Mladen Oljača (1926–1994), prozaik
- Josip Osti (* 1945), básník

## P
- Šukrija Pandžo (1910–1984), povídkář a pedagog
- Izet Perviz (* 1969), prozaik
- Rajko Petrov Nogo (* 1945), básník a redaktor
- Alija Pirić (* 1949), pedagog a literární kritik a historik
- Vladimir Pištalo (* 1960), básník a prozaik
- Edo Popović (* 1957), novinář a prozaik

## R
- Zvonimir Radeljković (* 1943), literární kritik a historik, překladatel
- Ranko Risojević (* 1943), prozaik a básník
- Muhsin Rizvić (1930–1994), literární historik a kritik

## S
- Goran Samardžić (* 1961), prozaik a nakladatel
- Isak Samokovlija (1889–1955), povídkář a lékař
- Izet Sarajlić (1930–2002), básník
- Šemsudin Sarajlić (1887–1960), prozaik, překladatel, novinář a politik
- Bekim Sejranović (* 1972), prozaik
- Dara Sekulić (* 1931), básnířka
- Meša Selimović (1910–1982), romanopisec a pedagog
- Abdulah Sidran (1944–2024), básník, scenárista a dramatik
- Ćamil Sijarić (1913–1989), prozaik a redaktor
- Goran Simić (* 1952), básník
- Fehim Spaho (1877–1942), překladatel, publicista a novinář
- Mile Stojić (* 1955), básník a novinář
- Derviš Sušić (1925–1990), prozaik a novinář
- Mario Suško (1941–2025[1]), básník a překladatel

## Š
- Hamid Šahinović (1879–1936), dramatik a právník
- Jasna Šamić (* 1949), orientalistka, literární kritička a historička, prozaička
- Midhat Šamić (1907–1990), pedagog, romanista a překladatel
- Munir Šahinović (1910–1945), básník a novinář
- Aleksa Šantić (1868–1924), básník
- Faruk Šehić (* 1970), básník, prozaik a novinář
- Nikola Šop (1904–1982), básník

## T
- Husein Tahmiščić (1931–1999), básník
- Isman Taljić (* 1954), prozaik
- Miroslav Toholj (* 1957), básník, novinář a politik
- Stevan Tontić (* 1946), básník a redaktor
- Enes Topalović (* 1963), prozaik
- Duško Trifunović (1933–2006), básník a textař
- Risto Trifković (1924–1992), novinář, prozaik, literární kritik a historik

## U
- Damir Uzunović (* 1965), básník, povídkář a nakladatel

## V
- Nenad Veličković (* 1962), prozaik a pedagog
- Marko Vešović (* 1945), básník a novinář
- Anđelko Vuletić (* 1933), básník a prozaik

## Z
- Zlatko Topčić (* 1955), prozaik a dramatik
- Zaim Topčić (1920–1990), prozaik

## Ž
- Miodrag Žalica (1926–1992), básník a dramatik
- Pjer Žalica (* 1964), pedagog, filmový režisér a scenárista